# Buildering

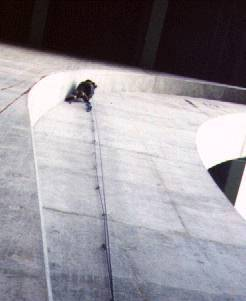
Fotografie Buildera

Buildering je druhem extrémního sportu, který zahrnuje lezení po objektech vytvořených lidskou činností (fasády budov, mosty, opěrné zdi, podezdívky atd.). Výraz vznikl spojením slov building (budova) a bouldering (lezení bez lana). Riziko spočívá zejména v nedostatku opěrných bodů, neboť do fasád budov nelze zatlouct skoby, navrtat nýty a často se zde nenacházejí žádné spáry, do kterých by šlo založit jištění. Dělí se na bouldering, kdy se leze do výšky 7 metru, a free solo, při němž lezec zdolává výškové budovy, což je nebezpečné a provozováním tohoto sportu sportovec překračuje hranice zákona.